# We All Die Young
«We All Die Young» es una canción de la banda de rock estadounidense Steelheart, perteneciente al álbum Wait de 1996 y compuesta por Michael Matijevic y Kenny Kanowski. La canción fue utilizada en la banda sonora de la película Rock Star de 2001, dirigida por Stephen Herek y protagonizada por Mark Wahlberg y Jennifer Aniston. En la película la canción es interpretada por la banda ficticia Steel Dragon.